# Pristidactylus
Pristidactylus — рід ігуаноподібних ящірок родини Leiosauridae. Представники цього роду мешкають в Чилі та Аргентині.

## Види
Рід Pristidactylus нараховує 10 видів:
- Pristidactylus achalensis (Gallardo, 1964)
- Pristidactylus alvaroi (Donoso-Barros, 1975)
- Pristidactylus araucanus (Gallardo, 1964)
- Pristidactylus casuhatiensis (Gallardo, 1968)
- Pristidactylus fasciatus (d'Orbigny & Bibron, 1837)
- Pristidactylus nigroiugulus Cei, Scolaro & Videla, 2001
- Pristidactylus scapulatus (Burmeister, 1861)
- Pristidactylus torquatus (Philippi, 1861)
- Pristidactylus valeriae (Donoso-Barros, 1966)
- Pristidactylus volcanensis Lamborot & Díaz, 1987

## Етимологія
Наукова назва роду Pristidactylus походить від сполучення слів дав.-гр. πριστις — пилка і δακτυλος — палець.